# Metaphelenchus rhopalocercus
Metaphelenchus rhopalocercus är en rundmaskart. Metaphelenchus rhopalocercus ingår i släktet Metaphelenchus och familjen Paraphelenchidae. Inga underarter finns listade i Catalogue of Life.